# 小林雄剛
小林 雄剛（こばやし ゆうごう、1991年10月20日 - ）は、群馬県出身のサッカー選手。ポジションはFW。

## クラブ歴
静岡学園高等学校出身。高校卒業後はサッカーから2年間離れたものの、ザスパ草津チャレンジャーズに加入し、サッカーを再開した。その後、HBO東京から東南アジアでプロとなった選手がいるとの情報を得て、同クラブに加入。
2014年夏にHBO東京からマニラ・オールジャパンに移籍。UEL FAカップでは9得点をあげて、同杯で得点ランキング2位、うち6点をドルフィン・ユナイテッドFCからあげた。UFLカップでも6得点をあげた。
2015年にタイ・ディヴィジョン1リーグのソンクラー・ユナイテッドFCに移籍。8得点をあげるデビューシーズンとなった。しかし翌年に前十字靭帯を断裂した。
2017年8月にIリーグのアイゾールFCに移籍。11月28日に移籍後初出場。
2018年にバングラデシュ・プレミアリーグのシェイク・ジャマル・ダンモンディ・クラブに移籍。